# Алуа
Алуа (каз. Алуа) — село в Костанайской области Казахстана. Находится в подчинении городской администрации Аркалыка. Административный центр и единственный населённый пункт сельского округа Алуа. Код КАТО — 391637100.

## Население
В 1999 году население села составляло 541 человек (280 мужчин и 261 женщина). По данным переписи 2009 года, в селе проживало 158 человек (74 мужчины и 84 женщины).